# Palmers Shipbuilding and Iron Company
Palmers Shipbuilding and Iron Company, parfois abrégé en Palmers, est une entreprise britannique de construction navale active de 1852 à 1933. Alors basée à Jarrow dans le nord-est de l'Angleterre, Palmers possédait aussi des chantiers sur la Tyne.

## Navires construits
Liste non exhaustive de navires construits pour la Royal Navy :
Cuirassés
- HMS Hercules (1910)
- HMS Lord Nelson (1906)
- HMS Resolution (1892)
- HMS Resolution (1915)
- HMS Revenge (1892)
- HMS Russell (1901)
- HMS Swiftsure (1870)
- HMS Triumph (1870)
- HMS Victorious (1895)

Croiseur de bataille
- HMS Queen Mary  1912)

Croiseurs
- HMS Dauntless (1918)
- HMS Orlando (1886)
- HMS Undaunted (1886)
- HMS York (1928)